# Thomas Pelham-Holles, 1.º Duque de Newcastle
Thomas Pelham-Holles, 1.º Duque de Newcastle upon Tyne e 1.º Duque de Newcastle-under-Lyne, KG, PC (21 de julho de 1693 – 17 de novembro de 1768) foi um político britânico whig. Sua vida política coincide com a liderança de um partido Partido Whig forte e poderoso, dominante no século XVIII. Dividiu o poder com seu irmão, Henry Pelham (também primeiro-ministro da Grã-Bretanha), por dez anos; após a morte do irmão, o Duque conseguiu também ser primeiro-ministro por seis anos (em dois períodos distintos). Durante seu gabinete, não foi notável político, e Newcastle acabou por entrar na Guerra dos Sete Anos, o que depois causaria sua renúncia. Depois de seu segundo gabinete, serviu durante um curto período no gabinete de Lord Rockingham.

## Ligação externa
- Biografia no site oficial do governo britânico